# Einreise von Migranten und Flüchtlingen nach Griechenland
Die illegale Einwanderung nach Griechenland ist Teil der Migration in die EU. Durch seine Lage an der EU-Außengrenze, seine langen Küste und Inseln wurde Griechenland mit den zunehmenden Flüchtlingsströmen aus Afrika und dem Nahen Osten Richtung Nordeuropa (vgl. Transitmigration) ab 2014 sehr stark von Flüchtlingen frequentiert, was ab 2015 als Flüchtlingskrise in Europa wahrgenommen wurde. Seitdem landen täglich mehrere Boote mit Flüchtlingen an der griechischen Küste. Von allen Ländern in Europa ist die humanitäre Situation von Flüchtlingen in Griechenland und Italien am angespanntesten. Beobachter sehen die Gründe dafür in der großen Zahl von Migranten, die das Land erreichen, in der Wirtschaftskrise und der Asylpolitik der griechischen Regierung.
Laut UNHCR sind im Jahr 2016 insgesamt 362.753 Menschen in Griechenland angekommen.

## Zwangsumsiedlungen aus Kleinasien
Nach dem Ersten Weltkrieg und der 1922 erlittenen Niederlage im Griechisch-Türkischen Krieg wurden  etwa 1,2 Millionen Griechen aus Kleinasien nach dem Vertrag von Lausanne (1923) unter der Vermittlung des Völkerbundes aus der Türkei nach Griechenland zwangsumgesiedelt. Nach den Kriegsjahren hatte das verarmte Griechenland mit einer Gesamtbevölkerung von 5 Millionen Einwohnern große Schwierigkeiten, die Menschen aufzunehmen. Malaria, Typhus und die Ruhr führten zu einer hohen Sterblichkeit unter den Ankömmlingen.

## Remigration
Bis in die 1980er bedeutete die Migration nach Griechenland in erster Linie die Remigration aus der weltweiten griechischen Diaspora und dabei besonders aus den zentralen Zielländern der griechischen Arbeitsmigration (Deutschland, USA, Kanada und Australien).
Die Remigration nach Griechenland fand in folgenden bedeutenden Formen statt:
1. Remigration von Arbeitsmigranten
2. Remigration von politischen Flüchtlingen, die infolge des griechischen Bürgerkrieges und der anschließenden Militärdiktatur geflohen waren
3. Remigration von Studierenden und Akademikern
4. Einwanderung von griechischen Minderheiten Südosteuropas besonders seit den 90er Jahren

Die Rückwanderung von politischen Flüchtlingen verstärkte sich, als die griechische Regierung sich 1983 intensiv mit der Lösung derer Rentenversicherungsprobleme befasste. Im Jahr 1991 wurde das Nationale Institut für rückgewanderte Griechen gegründet, das hauptsächlich bei der Integration von aus der Sowjetunion und später auch Albanien eingewanderten Griechen helfen sollte. Auch die EU beteiligte sich mit finanzieller Unterstützung durch die Programme „INTERREG“ und „HORIZON“.

## Lage
Das Land im Schengenraum hat mit über 15.000 km nach Norwegen die zweitgrößte Küstenlinie Europas und die elftgrößte Küste der Welt. Dies liegt an den tausenden von Inseln, viele davon haben aufgrund der geringen Einwohnerzahl auch nur geringe Kapazitäten an Infrastruktur. Die EU-Außengrenze ist hier besonders gefährdet. Allein auf den Inseln Kos und Rhodos sollen im Jahr 2015 täglich knapp 1.000 Menschen ankommen. Hinzu kommt, dass der griechische Staat im Zuge der Krise zu Einsparungen gezwungen war, etwa im Bereich der Küstenwache oder der medizinischen Versorgung.
Von Seiten der Türkei gab es keine Hindernisse, durch das Land zu wandern und bis an die Küste vor Griechenland zu gelangen. Das änderte sich allerdings zunächst mit dem Inkrafttreten des EU-Türkei-Abkommens am 20. März 2016.
Eine abschreckende Wirkung aus dem Flüchtlingsabkommen brach im April 2018 teilweise weg, als das höchste griechische Verwaltungsgericht, der Staatsrat, aufgrund einer Klage des griechischen Flüchtlingsrates entschied, dass es keine schwerwiegenden Gründe für die Internierung von Schutzsuchenden in elenden und überfüllten Lagern auf den griechischen Inseln gibt. Neu ankommende Personen dürfen nicht mehr auf den Inseln festgehalten werden und dürften zum griechischen Festland weiterreisen. Die 15.000 bereits auf den Inseln internierten Personen waren von der Entscheidung zunächst ausgenommen.

## Routen

Flüchtlinge bei Skala Sykamineas (Lesbos)

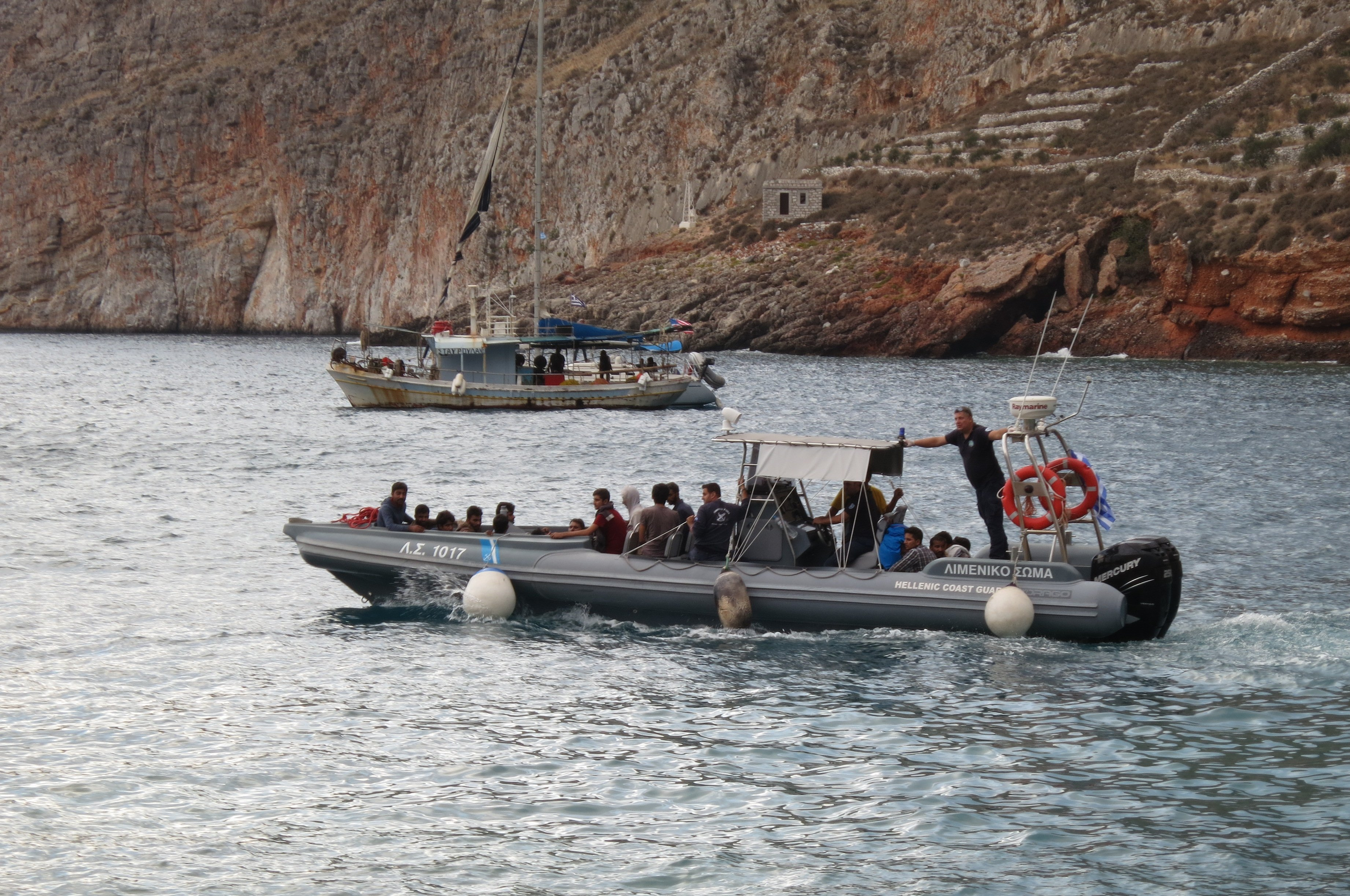
Die griechische Küstenwache bringt Flüchtlinge von einer havarierten Segelyacht an Land. Gerolimenas, Oktober 2016

Viele der in Griechenland ankommenden Migranten nehmen den Seeweg und starten in der Türkei. Ab 2014 waren dies meist Bürgerkriegsflüchtlinge aus Syrien, dem Irak, Afghanistan und anderen Ländern. Die Inseln und die Küste des Ägäischen Meeres sind Ziel vieler Schleuserboote. Über die Ägäis (über die Grenze zwischen Griechenland und der Türkei) führen viele derzeit wichtige Schleuserrouten nach Europa. Die Inseln Lesbos, Chios, Kos und Samos sind Hauptziele.
Ebenfalls wird die Landroute über den Fluss Evros zwischen der Türkei und Griechenland genutzt.

## Humanitäre Hilfe und Flüchtlingslager
Die Griechische Küstenwache trägt die Hauptlast für die Flüchtlingsrettung. Zudem helfen viele Bürger in den Küstengemeinden.
Auf den Inseln Ostägäis bildeten sich große und vielfach wild angelegte Flüchtlingslager. Die Medizinische, Ernährungs- und Sicherheitssituation in den Lagern ist fast sämtlich unzureichend und genügt weder UN- noch europäischen Standards. Ende 2019 lebten 36.000 Migranten auf den Inseln Lesbos, Samos und Chios. Die offizielle Kapazität auf allen Inseln zusammen beträgt knapp 6200 Plätze für Geflüchtete. Ein geordnetes Asylverfahren ist auf den Inseln meist nicht möglich. Die Griechische Regierung plante im Herbst 2019 die drei größten Lager auf Lesbos, Samos und Chios sollten schrittweise geschlossen werden. Nur Migranten, die aus griechischer Sicht Aussicht auf Asyl hätten, sollten an das griechische Festland gebracht werden; alle anderen hingegen sollten auf neu zu errichtende „Identifikations- und Abreisezentren“ gebracht. Nach griechischem Recht ist eine Inhaftierung dieser Menschen bis zu 18 Monaten erlaubt.

## EU-Politik
Im Jahr 1992 trat Griechenland dem Schengener Abkommen bei. Es brachte die Personenfreizügigkeit für EU- und EWR-Bürger, die 2004 über die Freizügigkeitsrichtlinie in das EU-Recht aufgenommen wurde. Im Jahr 2011 wurden Rücktransfers von Asylsuchenden nach dem Dubliner Abkommen von allen EU-Mitgliedstaaten aufgrund des desolaten griechischen Asylsystems ausgesetzt. Hintergrund waren Entscheidungen des Europäischen Gerichtshofs für Menschenrechte und des Europäischen Gerichtshofs.
Die Griechische Regierung erbat im August 2015 Hilfe bei der EU für die Flüchtlingshilfe. Die EU-Kommission betonte daraufhin, Griechenland habe bereits jetzt die Zusicherung, bis 2020 rund 260 Millionen Euro aus dem Asyl-, Migrations- und Integrationsfonds (AMIF) zu erhalten. Für die Auszahlung der ersten Tranche müsse das Land aber noch Bedingungen erfüllen.